# 園田辰之助
園田 辰之助（そのだ たつのすけ、1972年9月7日 - ）は、日本の漫画家。男性。島根県出身。代表作は『K.O.マサトメ』。

## 経歴
島根県立松江南高等学校卒業。
1996年週刊少年ジャンプ22.23合併号にて『K.O.マサトメ』で連載デビューするも同年40号にて連載終了。
その後は長らく連載を持たず、小畑健や村田雄介のアシスタントとして『ヒカルの碁』、『デスノート』、『アイシールド21』を手伝う。
2005年、週刊プレイボーイにて、そのだたつの助名義で『ロード・オブ・ザ・パチ子』を連載。
後にパチスロ劇画誌にてパチスロ漫画の読み切りを定期的に執筆。
地元島根県にある『きまち湯治村』の広告絵制作や、宍道町に設置されている「ペットのフンの始末は飼い主の責任で！」と書かれた看板のイラストを担当した。
2009年には食漫にて『レトルト革命』を連載（未単行本化だが、マンガ図書館Zにて配信されている）。
近年はブロン園田名義での活動が中心となっているが、2016年以降は新作の発表が見られなくなっている。

## 作品リスト

### 連載作品
- K.O.マサトメ(『週刊少年ジャンプ』連載)
- ロード・オブ・ザ・パチ子(『週刊プレイボーイ』連載　※そのだたつの助名義)
- 弾丸スロ娘レン(『漫画パチスロ大連勝』連載)
- レトルト革命(月刊漫画誌『食漫』連載　※ブロン園田名義)
- Mr.都市伝説 関暁夫のELIZA (イライザ)(『WEBコミックガンマ』連載、原作：Mr.都市伝説関暁夫　※ブロン園田名義)

### 読切作品
- 欲望（コミック特盛 2015年2月号掲載）

### その他作品
- マンガで読む名作　ハムレット（原作：シェイクスピア、作画：ブロン園田）

## 脚註
1. ↑   『アイシールド21』第1巻
2. ↑  https://www.youtube.com/shorts/IcYO3qSEECs